# Малые Сестрёнки
Малые Сестрёнки — село в Аркадакском районе Саратовской области России.
Село входит в состав Краснознаменского муниципального образования.

## Население
| 2010 |
| ---- |
| 81   |

## История
Село было основано крестьянами, выходцами из села Большие Сестрёнки (ныне село Красная Звезда Ртищевского района). В 1910 году в селе был построен храм во имя святого Архистратига Божия Михаила.
Из истории: Холодная каменная церковь, с каменной же колокольней, была построена в селе Малые Сестрёнки Балашовского уезда Саратовской губернии в 1910 году тщанием прихожан. В штате причта состояли священник и псаломщик; дома для причта церковные. В селе была одноклассная церковно-приходская школа.

## Известные уроженцы
- Гвоздарев, Иван Петрович (1901) — народный комиссар промышленности строительных материалов РСФСР (6 сентября 1940 — июнь 1942), заместитель министра промышленности строительных материалов СССР (1946—1949)